# 南條瑞江
南條 瑞江（なんじょう みづえ、1936年2月15日 - 2021年7月13日）は日本の女優。大阪府出身。宝井プロジェクトに所属していた。

## 人物・略歴
京都女子大学文学部卒業。ABC放送劇団出身。新国劇座員を経て、1987年9月に新国劇が解団した後、新国劇の中堅メンバー18人で「劇団若獅子」を結成した。
特技は、日本舞踊、長唄、関西弁。
2020年末より手術療養していたが、2021年7月13日に亡くなった。享年85歳。葬儀は近親者のみで執り行われた。本人の公式Facebookを通して同年7月21日、娘が発表した。

## 主な出演作品

### 舞台
- 『極付 国定忠治 －赤城天神山の場－』『海鳴り坂』（1988年）
- 『極付 国定忠治 －才兵エ茶屋より小松原まで－』（1989年）
- 『忠臣蔵異聞 もの申す』
- 『写楽伝説 －狂い死にて候－』（1990年）
- 『維新情史 月形半平太 －焼跡から大乗院まで－』
- 『花の吉原 鯉物語』『次郎長外伝 裸道中』
- 『大江戸グラフティ 居残り佐平次』（1991年）
- 『瞼の母』
- 『蛍 －お登勢と龍馬－』『極付 国定忠治 －赤城天神山の場より小松原まで－』（1992年）
- 『大江戸グラフティ 居残り佐平次』『極付 国定忠治 －赤城天神山の場より小松原まで－』
- 『大江戸グラフティ おしゃれ直次郎 －天保六花撰－』（1993年）
- 『慶安太平記 新・丸橋忠弥』
- 『龍馬異聞 蛍火』『お国と五平』（1994年）
- 『瞼の母』『鬼女伝説』（1995年）
- 『炎の陶工 副島勇七』
- 『付き馬やおえん』 山本陽子公演 京都南座
- 『炎の陶工 副島勇七』（1996年）
- 『極付 国定忠治 －赤城天神山の場より小松原まで－』
- 『慶安太平記 丸橋忠弥』（1997年）
- 『山村美紗サスペンス劇場 坂本龍馬殺人事件』（1998年）
- 『国定忠治 －赤城天神山の場より小松原まで－』『おたふく物語』
- 『山村美紗サスペンス劇場 坂本龍馬殺人事件』（1999年）
- 石井ふく子演出による『宮本武蔵 第一部－関ヶ原より般若野まで－』
- 石井ふく子演出による『宮本武蔵 第二部－五條大橋より一乗寺下り松まで－』（2000年）
- 『西村京太郎サスペンス劇場 殺しの双曲線 －黙殺されし者－』（2001年）
- 石井ふく子演出による『宮本武蔵 第三部－一乗寺下り松より巌流島まで－』
- 『鑓の権三』（2002年）
- 『決闘高田馬場 －堀部安兵衛の青春－』
- 『与話情 お富与三郎』（2003年）
- 『居残り佐平次』『国定忠治 －赤城天神山より小松原まで－』（2004年）
- 『上州土産百両首』『蛍 －お登勢と龍馬－』
- 『月形半平太 －焼跡から大乗院まで－』（2005年）
- 『たそがれ清兵衛』
- 『槍の名人 丸橋忠弥』（2006年）
- 『忠臣蔵外伝 その前夜』
- 『国定忠治 －才兵衛茶屋より土蔵大捕物まで－』（2007年）
- 『澤田正二郎物語 －遥かなり新国劇－』
- 『荒木又右衛門 鍵屋の辻』（2008年）
- 『山桜』『時雨みち』
- 『王将 －坂田三吉の生涯－』（2009年）
- 三遊亭円朝「真景累ケ淵」より『豊志賀』
- 『籠釣瓶 吉原百人斬り』
- 『丹下左膳 左膳の恋歌』（2010年）
- 『特攻の郷 知覧』『蛍火－お登勢と龍馬－』
- 『一本刀土俵入』（2011年）
- 『王将 －坂田三吉の生涯－』
- 『白野弁十郎』（2012年）
- 『無法松の一生』
- 『大菩薩峠』（2013年）
- 『よろずや平四郎活人剣』
- 『続 大菩薩峠』（2014年）
- 『蛍火 －お登勢と龍馬－』
- フレッド・ジンネマン監督『ハイヌーン』より『目明し金次郎 真昼の決闘』
- 『国定忠治 －赤城天神山より小松原まで－』
- 『おたふく物語 －あたたかい思いやり－』（2015年）
- 『中山安兵衛の青春 －安兵衛と姉きん－』
- 『春秋 真田物語』（2016年）
- 『沓掛時次郎』三越劇場

### テレビドラマ
- 伝七捕物帳 第127話 「悲涙の密告」（1976、NTV）- おかね （南條みづ江）
- 『桃太郎侍』（日本テレビ）- レギュラー
- 木曜ゴールデン『嫁・姑・仁義なきおんなの闘い』（1988年、読売テレビ）
- 『さすらい刑事旅情編』（テレビ朝日）
- 『はぐれ刑事純情派』（テレビ朝日）- 大家 役、旅館の仲居 役
- 『宝引の辰捕者帳』（1995年、NHK）- やりて婆役
- 大河ドラマ『元禄繚乱』（1999年、NHK）- 産婆 役
- 『しくじり鏡三郎』（1999年、NHK）- 石田家所禄の女役
- 『フレーフレー人生!』（2001年、日本テレビ）- ラブホテルオーナー 役
- 『実録・福田和子』（2002年、共同テレビ）
- 『白い巨塔』（2003年、フジテレビ）- 食堂のおばさん 役
- 『夜桜お染』（2003年-2004年、フジテレビ）- おろく 役（レギュラー）
- 『十年～妻が夫を裏切った日』（2004年、BSジャパン）- 宮脇清子 役
- 『妻は多重人格者』（2006年、フジテレビ）
- 『追いつめる～老刑事・最後の張り込み』（2006年、BSジャパン）- 飲屋の女将 役
- 『法律事務所』（2006年、テレビ朝日） - 佐野茂子 役
- 『鬼平犯科帳スペシャル 一本眉』（2007年、フジテレビ）- 長屋の女房 役
- 『よろずや平四郎活人剣』（2007年、テレビ東京）
- 『ガリレオ』第8話（2007年、フジテレビ）
- 『父からの手紙』（2007年、BSジャパン）- 丘登美 役
- 『追跡〜失踪人捜査官・石森新次郎』（2008年、TBS）
- 『交渉人～THE NEGOTIATOR～』（2009年、テレビ朝日） - 老人ホームの老人 役
- 『鬼平外伝 夜兎の角右衛門』（2011年、時代劇専門チャンネル） - おてい 役
- 『鬼平犯科帳スペシャル 浅草・御厩河岸』（2015年、フジテレビ）- お八百 役
- 『日本ボロ宿紀行』（2019年、テレビ東京） - こしじや旅館女将 役

### バラエティー
- クイズ!脳ベルSHOW（2018年9月3日 - 9月4日、BSフジ）